# Vladislav de Sirmia
Vladislav (en serbio: Стефан Владислав; 1280–1325) o Esteban Vladislav II (Стефан Владислав II) fue el rey de Sirmia desde 1316 hasta 1325, y aspirante al Reino de Serbia. 
Era el hijo de Esteban Dragutin, que había gobernado Serbia hasta 1282, cuando se enfermó y abdicó, dando el gobierno a su hermano menor Esteban Milutin. Dragutin continuó gobernando el dominio real de Sirmia, quien fue sucedido después por Vladislav.